# Cyril Muntslag
Cyril Muntslag, bijnaam Muntje (Moengo, 2 mei 1949), is een Surinaams oud-voetballer en kok. Hij speelde als spits op het hoogste niveau in de SVB-Hoofdklasse voor Nautico, Paramount, Funmakers en Robinhood. Hij begon een restaurant dat door radiozender SRS vijf maal werd uitgeroepen tot Populairste Eethuis van het Jaar.

## Biografie

### Jeugd
Cyril Muntslag groeide op in een gezin van acht kinderen. Nadat zijn vader een huis kocht aan de Drambrandersgracht in Paramaribo groeide hij hier op. Schoolreisjes waren voor de kinderen in de vijfde en zesde klas. Maar hij mocht al vanaf de vierde klas mee vanwege zijn voetbaltalent, omdat er ook tegen andere scholen werd gevoetbald. Thuis moest hij van zijn vader vaak rijst koken op de stoof en leerde vanaf jonge leeftijd koken.

### Voetbal
Na de zesde klas ging hij van school af en iets later begon hij als leerling-monteur bij het autobedrijf Van der Voet, tevens de beheerder van SVB-Hoofdklasser Nautico. In het eerste jaar dat hij meespeelde, degradeerde de club naar de Eerste Klasse. Na anderhalf jaar wisselde hij van voetbalvereniging naar Paramount. Ondertussen verdiende hij de kost met zijn eigen auto als taxi voor City Garage. Ook Paramount degradeerde binnen een jaar naar de Eerste Klasse en vervolgens voetbalde hij tot en met 1974 voor Funmakers. Hij was spits en scoorde vaak. Hij werd opgenomen in het nationale jeugdelftal en ging 1968 voor wedstrijden naar Nederland. Het jeugdelftal speelde met 3-3 gelijk tegen het Nederlandse jeugdelftal en won met overmacht tegen het Antilliaanse jeugdelftal. Later speelden ze in een vriendschappelijke wedstrijd in Paramaribo tegen de Braziliaanse topploeg Fluminense met 0-0 gelijk.
Bij de senioren scoorde hij binnen twee minuten tegen Transvaal, die die dag daardoor onverwacht het kampioensfeest aan zich voorbij zag gaan. Hij werd hierna in het Surinaams voetbalelftal opgenomen en kwam daarvoor uit tijdens oefenwedstrijden. Nadat Funmakers degradeerde, stapte hij over naar Robinhood, met trainer Ro Kolf en spelers als Rinaldo Entingh, Wilfred Garden, Edmund Leiles en Roy George. Voor Robinhood speelde hij ook internationale wedstrijden, zoals in 1974 tegen Jong Colombia uit Curaçao. Hij keerde terug naar Funmakers toen die weer promoveerde naar de Hoofdklasse. Bij elkaar heeft hij ruim negen jaar voor Funmakers gespeeld.
Als voetbalveteraan heeft hij bij Flamingo en Santidel gevoetbald. Een tijdlang was hij eigenaar van voetbalclub Tuna, die later opgeheven werd.

### Suriname, Aruba en Nederland
Ondertussen bouwde hij onder medevoetballers een naam op als kok. Hij was met Transvaal en Dego al eens als kok mee geweest naar Curaçao. Ook kookte hij tijdens een voetbalbezoek aan Frans-Guyana, omdat de andere voetballers het eten te futloos vonden en bereidde hij het eten voor honderden studenten op een dansfeest van de vereniging Justitia Pietas Fides (JPF) in Paramaribo. Op Aruba heeft hij vijf maanden lang zijn eigen horecabedrijf gehad en keerde daarna weer terug naar eigen land.
Ondertussen was hij begin jaren 1970 in Nederland, waar hij in loondienst werkte als technisch medewerker bij Ericsson en als controleur bij Curver. Hier voetbalde hij vanaf 17 oktober 1971 op de zondag bij derdeklasser AVV Alphen. In Amsterdam kookte hij toen voor de karateschool van Ludwig Kotzebue en op de Zeedijk werkte hij in een eettent. Hierna keerde hij terug naar Suriname, naar Lelydorp.
In 1973 werkte hij voor het Surinaamse ministerie van Arbeid en Volkshuisvesting en vanaf 1974 reed hij in zijn eigen bus op de route Paramaribo, Kwatta, Welgelegen naar Weg naar Zee.

### Junior's Place
Van zijn oma kreeg hij een perceel aan Verlengde Hoogestraat, waar hij begin jaren 1980 met leningen van DSB en ABN begon aan de bouw van een bar-restaurant. Rond deze tijd was zijn vrouw zwanger. Hij had zijn broer Edmund al laten weten dat wanneer het een jongen werd, hij Edmund junior zou heten. Het werd inderdaad een zoon en die naam inspireerde hem om zijn horecagelegenheid Junior's Place te noemen. Vanwege zijn bekendheid als de voetballer Muntje nam hij als tweede naam Muntje's Take-Out. De beginjaren waren tijdens de economische recessie in de militaire jaren moeilijk. De banken waren inschikkelijk en accepteerden lagere aflossingen dan waren afgesproken. Investeringen zoals een vriezer moesten uitgesteld worden en de aankopen van importproducten als spijsolie, rijst en zoutvlees waren op de bon. Zijn vrouw Nelly bleef ernaast werken bij het ministerie van Openbare Werken. Anno 2024 is hij bezig zijn zaak over te dragen aan zijn zoon.

## Onderscheiding
Het restaurant werd vijf achtereenvolgende jaren uitgeroepen tot Populairste Eethuis van het Jaar door de radiozender SRS.
In 2018 werd hij door president Bouterse benoemd tot Grootmeester in de Ereorde van de Palm, met een eremedaille in goud.